# Romeo and Juliet in Our Town
Romeo and Juliet in Our Town (o Romeo and Juliet in Town) è un cortometraggio muto del 1910.

## Trama
A Shantytown, nel Wyoming, il contrasto che divide le famiglie Brown e Smith porta il giovane Romeo Brown a progettare nel fienile il rapimento dell'amata Juliet (che appartiene agli Smith) per portarla nel suo castello incantato. Il giudice di pace metterà una pietra sopra la faida, unendo i due ragazzi in matrimonio.

## Produzione
Il film fu prodotto dalla Selig Polyscope Company.

## Distribuzione
Distribuito dalla General Film Company, il film - un cortometraggio in una bobina - uscì nelle sale cinematografiche statunitensi il 13 giugno 1910.